# 比爾韋塔河
55°16′55″N 26°52′17″E / 55.28194°N 26.87139°E

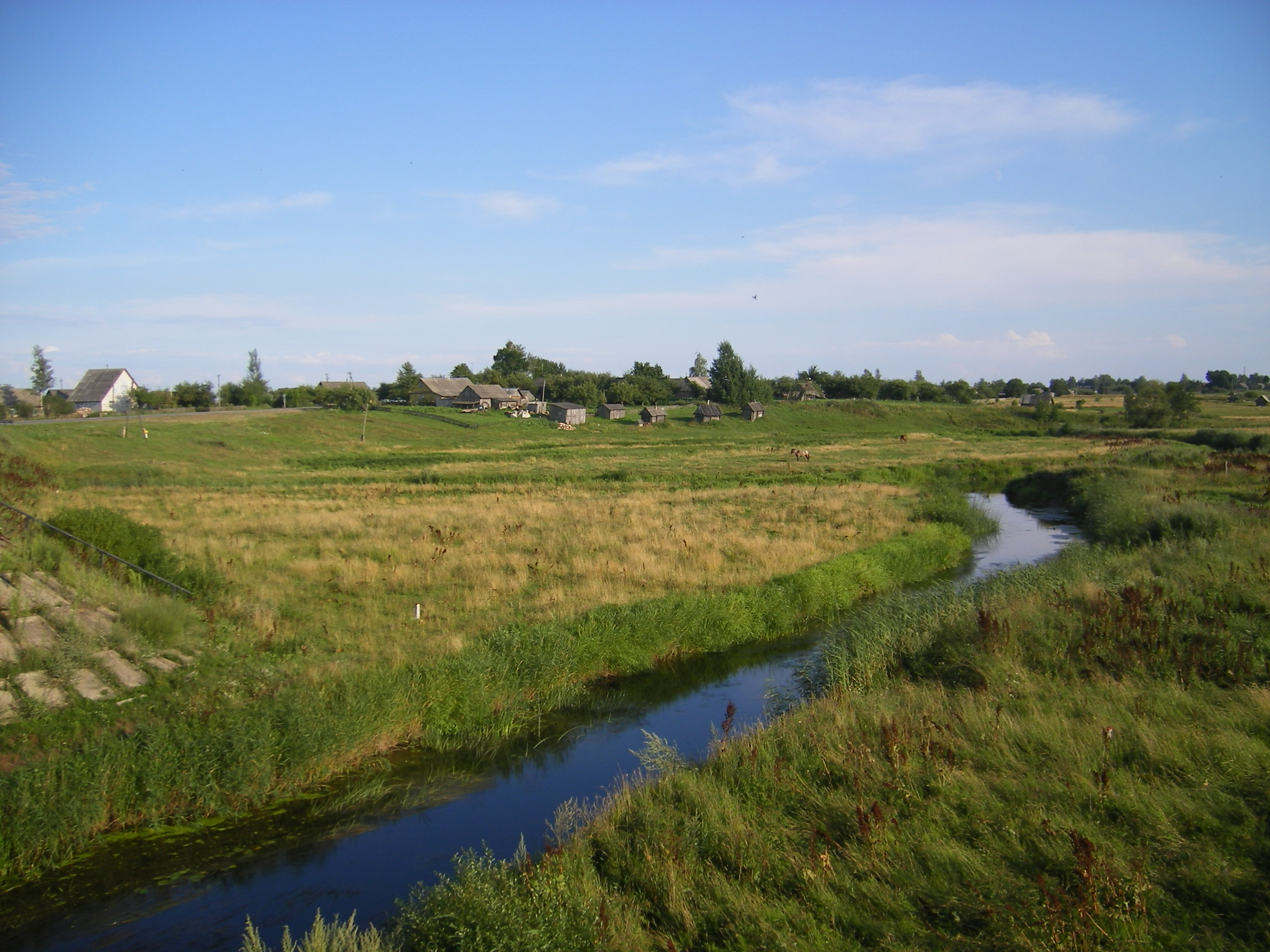

比爾韋塔河是東歐的河流，流經白俄羅斯和立陶宛，屬於季斯納河的右支流，河道全長36公里，流域面積1,600平方公里，發源自什文喬尼斯區。